# Kongregacja Świętego Oficjum
Święta Kongregacja Świętego Oficjum (Święte Oficjum), do 1908 znana także jako Święta Kongregacja Inkwizycji Rzymskiej i Powszechnej, Kongregacja Świętej Inkwizycji lub Inkwizycja Rzymska – najstarsza kongregacja Kurii Rzymskiej, ustanowiona w 1541/1542. W 1965 została przekształcona w Kongregację Nauki Wiary.

## Historia
Kongregacja Świętego Oficjum jest najstarszą stałą kongregacją kurialną. W związku z postępami reformacji w pierwszej połowie XVI wieku i niezdolnością zdecentralizowanych trybunałów papieskiej inkwizycji do skutecznej reakcji, papież Paweł III podjął decyzję o utworzeniu centralnego organu kierującego i koordynującego działania antyheretyckie. Decyzja ta została zrealizowana w czterech etapach:
- 15 lipca 1541 na konsystorzu kardynałowie Gian Pietro Carafa i Girolamo Aleandro zostali mianowani inkwizytorami generalnymi z zadaniem koordynowania działalności trybunałów inkwizycyjnych we wszystkich krajach katolickich;
- 14 stycznia 1542 Paweł III zadecydował o odwołaniu wszelkich przywilejów egzempcji spod jurysdykcji inkwizycji we Włoszech i na wyspie Chios, z wyjątkiem tych dotyczących biskupów;
- 4 lipca 1542 Paweł III, z uwagi na śmierć kardynała Aleandro (zm. 1 lutego 1542) mianował pięciu kolejnych kardynałów na stanowiska inkwizytorów generalnych obok Carafy. Zostali nimi Juan Álvarez de Toledo, Pierpaolo Parisio, Bartolomeo Guidiccioni, Dionisio Laurerio i Tommaso Badia;
- 21 lipca 1542 Paweł III wydał konstytucję Licet ab initio[2], mocą której kardynałowie pełniący funkcję inkwizytorów generalnych utworzyli komisję, mającą kierować działalnością inkwizycyjną we Włoszech i poza Włochami. W jej skład weszło sześciu kardynałów mianowanych 4 lipca 1542. Mieli oni prawo działać zarówno osobiście, jak i poprzez mianowanych przez siebie komisarzy. W konstytucji Licet ab initio papież Paweł III nie nadał tej komisji żadnej konkretnej nazwy, jednak dość szybko zaczęto ją nazywać Kongregacją Świętej Inkwizycji albo Świętym Oficjum Inkwizycji, a w późniejszym okresie (po 1588) była nazywana oficjalnie Świętą Kongregacją Rzymskiej i Powszechnej Inkwizycji lub Świętą Kongregacją Świętego Oficjum[3].

W początkowym okresie miała charakter tymczasowy, a mandaty jej członków wygasały wraz z końcem pontyfikatu, ale ostatecznie 2 sierpnia 1564 papież Pius IV nadał jej stały charakter. 22 stycznia 1588 papież Sykstus V na trwałe włączył ją do struktur rządu papieskiego i przyznał jej honorowy prymat wśród pozostałych kongregacji kurialnych.
Działalność Kongregacji Świętego Oficjum w początkowym okresie koncentrowała się na zwalczaniu wpływów reformacji we Włoszech, w tym w szczególności wśród miejscowej hierarchii kościelnej. Na celowniku kardynałów inkwizytorów znalazło się wielu biskupów podejrzanych o sprzyjanie nowym ideom religijnym. W kręgu zainteresowań kardynałów inkwizytorów znaleźli się m.in. arcybiskup Otranto Pietro Antonio di Capua, biskup Chioggii Giacomo Nacchianti, biskup Capodistrii Pier Paolo Vergerio, patriarcha Akwilei Giovanni Grimani czy biskup Bergamo Vittore Soranzo. Nie wszystkich spośród nich Kongregacja zdołała doprowadzić przed swoje oblicze i skazać. Pier Paolo Vergerio wyjechał z Włoch i w 1550 został ostatecznie potępiony zaocznie. Z kolei biskup Nacchianti w 1549 zdołał oczyścić się z zarzutów. Biskup Soranzo z Bergamo został uwięziony w 1551 i zmuszony do wyrzeczenia się swych poglądów, jednak nawet wtedy nie pozwolono mu ponownie objąć diecezji, a po kilku latach jego proces wznowiono i ostatecznie pozbawiono go biskupstwa.
Prowadzone przeciwko biskupom i liderom grup dysydenckich śledztwa często wymagały działań poza Rzymem, a nawet poza granicami Państwa Kościelnego. W związku z tym Kongregacja delegowała swoich komisarzy do przeprowadzenia określonych dochodzeń lub przesłuchań, np. Annibale Grisoni został komisarzem w Istrii w 1548 w związku ze śledztwem przeciwko biskupowi Capodistrii Pierowi Paolo Vergerio, a dominikański inkwizytor Como Michele Ghislieri w latach 1550–1551 był komisarzem w Bergamo i Ferrarze m.in. w związku z dochodzeniem przeciwko biskupowi Bergamo Vittore Soranzo. W grudniu 1551 Juliusz III mianował trzech komisarzy Inkwizycji Rzymskiej dla Toskanii, którymi zostali: benedyktyn Isidoro da Montauto, wikariusz arcybiskupa Florencji Nicolò Duranti oraz prepozyt florencki Alessandro Strozzi. Ponadto kardynałowie inkwizytorzy stopniowo zaczęli przejmować od władz zakonnych uprawnienia do mianowania inkwizytorów lokalnych trybunałów we Włoszech.
Kongregacja Inkwizycji Rzymskiej rychło zdobyła silną pozycję wewnątrz Kurii Rzymskiej. Podczas konklawe 1549–1550 kardynał Carafa używał zebranych w toku dochodzeń informacji w celu podważenia ortodoksji jednego z głównych kandydatów, Anglika Reginalda Pole’a. Podczas pontyfikatu wybranego wówczas papieża Juliusza III (1550–1555) często dochodziło do sporów między papieżem a Carafą i innymi kardynałami inkwizytorami. Juliusz III był zwolennikiem łagodnego podejścia do heretyków i przynajmniej w kilku przypadkach interweniował na korzyść oskarżonych. W 1550 ogłosił bardzo istotną regulację, umożliwiającą skruszonym heretykom uzyskanie od inkwizytorów rozgrzeszenia prywatnie (in foro interno), bez konieczności publicznego (in foro externo) wyrzekania się herezji (abiuracji) i związanych z tym upokorzeń.
W kwietniu 1555 kardynał inkwizytor Marcello Cervini został papieżem Marcelim II, ale jego pontyfikat trwał zaledwie kilka tygodni.
W 1555 Gian Pietro Carafa sam objął tron papieski jako papież Paweł IV (1555–1559). Ranga Inkwizycji Rzymskiej w całym Kościele wówczas wzrosła, tym bardziej że Paweł IV nadal osobiście uczestniczył w posiedzeniach Kongregacji i kierował jej pracami. 14 grudnia 1558 kardynał Michele Ghislieri został mianowany przez Pawła IV „wielkim inkwizytorem całego chrześcijaństwa” i pierwszym formalnym zwierzchnikiem Kongregacji, co było kolejnym krokiem w kierunku nadania bardziej zorganizowanej formy tej instytucji. Papież ten wydał kilka dekretów nakazujących sprawców określonych występków (np. unitarianizm, profanacja eucharystii, celebrowanie mszy bez święceń kapłańskich) karać śmiercią nawet, gdyby okazali skruchę i nie byli recydywistami. Rozszerzył także kompetencje inkwizytorów na występki nie podlegające dotąd ich jurysdykcji (np. symonia). W 1559 ogłosił pierwszy oficjalny Indeks ksiąg zakazanych Kościoła katolickiego. W grudniu 1558 mianował kardynała Michele Ghislieriego wielkim inkwizytorem, zastrzegając, że jego mandat nie wygasa ze śmiercią papieża.
Śledztwa za pontyfikatu Pawła IV objęły nawet kardynałów. Na jego polecenie uwięziony został kardynał Giovanni Girolamo Morone. Papież polecił także wszczęcie śledztwa przeciwko kardynałowi Reginaldowi Pole i to w czasie, gdy ten był legatem w Anglii i wspierał dzieło rekatolicyzacji tego kraju. Przedwczesna śmierć uchroniła jednak Pole’a przed aresztowaniem. Oskarżonych o herezję zostało także kilku biskupów, m.in. Andrea Centanni z Limassol, Vittore Soranzo z Bergamo czy Giovanni Tommaso Sanfelice z Cava de’ Tirreni. 15 lutego 1559 Paweł IV wydał bullę Cum ex apostolatus officio, w której stwierdził, że wybór heretyka na Stolicę Piotrową jest nieważny z mocy prawa. Za jego czasów w Rzymie utworzono getto dla żydów, a wiosną 1556 w Ankonie komisarze Inkwizycji Rzymskiej skazali na stos 24 marranów podejrzanych o kryptojudaizm.
Ponieważ rządy Pawła IV były bardzo niepopularne, po jego śmierci w 1559 doszło w Rzymie do rozruchów, w trakcie których tłum splądrował gmach Świętego Oficjum i zniszczył lub zrabował znaczną część jej dokumentacji.
Śmierć Pawła IV i wstąpienie na tron papieski Piusa IV (1559–1565) doprowadziły do zmniejszenia wpływów Świętego Oficjum w Kurii Rzymskiej. Nowy papież, choć sam był jednym z kardynałów inkwizytorów, oddalił zarzuty wobec kardynała Morone, odwołał też część dekretów Pawła IV rozszerzających kompetencje inkwizycji na niektóre czyny nie związane bezpośrednio z herezją.
18 czerwca 1564 roku papież Pius IV nakazał lokalnym trybunałom przysyłanie regularnych raportów ze swej działalności na ręce wielkiego inkwizytora Ghislieriego. Stanowiło to istotny krok w procesie centralizacji inkwizycji rzymskiej. 2 sierpnia 1564 Pius IV ostatecznie przekształcił Kongregację w stały organ Kurii Rzymskiej.
Pius IV doprowadził do końca obrady Soboru Trydenckiego. Po ich zakończeniu ogłosił nowy, uaktualniony Indeks dzieł zakazanych (1564). Za jego pontyfikatu Kongregacja kontynuowała też procesy przeciwko hierarchom podejrzanym o sprzyjanie protestantyzmowi. Najbardziej znaczącym spośród tych hierarchów był francuski kardynał Odet de Coligny de Châtillon, który otwarcie przeszedł na kalwinizm. Został on potępiony 31 marca 1563 i pozbawiony urzędów i godności kościelnych, jednak Kongregacji nie udało się doprowadzić do jego aresztowania i ekstradycji przez Francję.
W styczniu 1566 nowym papieżem został dotychczasowy wielki inkwizytor Michele Ghislieri, jako Pius V (1566–1572). Na jego pontyfikat przypada apogeum prześladowań sympatyków reformacji we Włoszech. Kongregacja Świętego Oficjum skutecznie wymuszała od władz lokalnych przekazywanie w jej ręce liderów grup dysydenckich, np. w 1566 książę Toskanii Cosimo I Medici zgodził się na ekstradycję do Rzymu Pietro Carnesecchiego, jednego z czołowych zwolenników doktryny Juana Valdesa. Został on stracony w Rzymie 1 października 1567. Ogółem za Piusa V w Rzymie odbyło się ponad trzydzieści egzekucji z wyroku Inkwizycji Rzymskiej, przy czym, wzorem inkwizycji hiszpańskiej, odbywały się one publicznie, po okazałych ceremoniach pokutnych zwanych auto-da-fé.
Kolejny papież, Grzegorz XIII (1572–1585) nie przywiązywał aż tak dużej wagi jak Pius V do działań inkwizycji, niemniej, nie wprowadził w tym zakresie żadnych istotnych zmian, pozostawiając Kongregacji wolną rękę. Inkwizycja za jego czasów ograniczyła częste za Piusa V publiczne ceremonie pokutne auto da fe, także z uwagi na ich propagandowe wykorzystywanie przez polemistów z obozu protestanckiego. Ponadto represje z końca lat 60. wyeliminowały główne grupy zwolenników reformacji we Włoszech, przez co zmniejszyła się potrzeba takich działań. Zwierzchnikami Świętego Oficjum za Grzegorza XIII byli kolejno kardynałowie Scipione Rebiba (do 1577) i Giacomo Savelli (1577–1587). Za jego czasów nastąpił dalszy wzrost kontroli Kongregacji nad trybunałami lokalnymi. W 1580 inkwizytorzy lokalni zostali zobowiązani do składania jej corocznych raportów zawierających listę wyroków skazujących, a dwa lata później do sporządzania zestawień przychodów i wydatków. W celu zapewnienia trybunałom regularnych dochodów Grzegorz XIII wydał zresztą dodatkowe rozporządzenia nadające im pensje i beneficja.
Następca Grzegorza XIII, Sykstus V (1585–1590), jeszcze jako Felice Peretti OFMConv był inkwizytorem w Wenecji (1557–1560). Jego pontyfikat pod wieloma względami był przełomowy dla inkwizycji rzymskiej. 22 stycznia 1588 wydał bullę Immensa aeterni, reformującą Kurię Rzymską i zarząd Państwem Kościelnym. Święte Oficjum, zwane odtąd oficjalnie Najwyższą Świętą Kongregacją Inkwizycji Rzymskiej i Powszechnej, na stałe weszło w skład rządu papieskiego. Za Sykstusa V Kongregacja przejęła od władz zakonnych prawo nominacji inkwizytorskich w ostatnich okręgach, które zachowywały jeszcze pod tym względem autonomię (Mediolan w 1587, Parma w 1588). Było to swego rodzaju przypieczętowanie procesu centralizacji inkwizycji rzymskiej i podporządkowywania Kongregacji trybunałów lokalnych.
W 1587 roku, z uwagi na ciężką chorobę wielkiego inkwizytora Giacomo Savelliego, papież utworzył urząd kardynała sekretarza Inkwizycji Rzymskiej, na którego ręce miała być odtąd kierowana wszelka korespondencja. Urząd ten objął kardynał Giulio Antonio Santori. Santori, jako kardynał sekretarz, wywarł znaczące piętno na tej instytucji, tym bardziej, że po śmierci Savelliego w 1587 roku zaniechano kolejnych nominacji na urząd wielkiego inkwizytora, co uczyniło sekretarza faktycznym zwierzchnikiem Kongregacji. Na czterech kolejnych konklawe w latach 1590–1592 Santori był poważnym kandydatem do tronu papieskiego. Udało mu się przeforsować i utrwalić wśród inkwizytorów racjonalne podejście do problematyki czarów i czarownic (w tym zwłaszcza domniemanych lotów na sabat).
Święte Oficjum uczestniczyło w rozstrzyganiu wielu istotnych kwestii politycznych i doktrynalnych. W latach 80. i 90. XVI wieku prowadziło zaocznie proces przeciwko królowi Nawarry Henrykowi IV.
W ciągu XVII i XVIII wieku pojawiły się też nowe idee i ruchy, które Kościół uznawał za groźne dla swej doktryny. W tym czasie jednym z głównych problemów doktrynalnych wewnątrz Kościoła były ruchy mistyczne i pobożnościowe, podejrzewane o odstępstwa od ortodoksji, takie jak kwietyzm czy jansenizm. Potępienie kwietyzmu przez Innocentego XI w 1687 doprowadziło do wytoczenia procesu przeciwko kardynałowi Pierowi Matteo Petrucciemu, sympatykowi tych idei. W rezultacie kardynał ten musiał wyrzec się swych poglądów. Natomiast jansenizm największe poparcie zyskał we Francji i Niderlandach. Bulle i dekrety potępiające poglądy jansenistyczne wydawane były regularnie począwszy od 1653 (bulla Cum occasione Innocentego X) aż do 1756 (bulla Ex omnibus christiani orbis regionibus Benedykta XIV). W 1738 papież Klemens XII potępił masonerię, a jej członkowie przez resztę XVIII wieku oraz w wieku XIX znajdowali się w zainteresowaniu trybunałów inkwizycyjnych.
Jednym z najbardziej znanych i zarazem najbardziej kontrowersyjnych epizodów w dziejach Kongregacji Świętego Oficjum jest potępienie dzieła Mikołaja Kopernika O obrotach sfer niebieskich w 1616 i skazanie w 1633 Galileusza (1564–1642) na areszt domowy jako zwolennika teorii heliocentrycznej. Literatura heliocentryczna została wówczas umieszczona na Indeksie dzieł zakazanych. Ogólny zakaz czytania i publikowania takiej literatury został uchylony przez Benedykta XIV w 1757, jednak niektóre pojedyncze publikacje (w tym dzieło Kopernika) znalazły się jeszcze na Indeksie z 1819. Dopiero w 1822 Kongregacja Indeksu przyznała, że teoria heliocentryczna została naukowo udowodniona i publikacje podające ten fakt mogą ukazywać się bez żadnych przeszkód. Kolejne wydanie Indeksu z 1835 nie zawierało już tego rodzaju literatury. W 1992 papież Jan Paweł II oficjalnie zrehabilitował Galileusza.
Święte Oficjum pozostawało w czasach nowożytnych jedną z najbardziej wpływowych instytucji w Kościele. Spośród 42 papieży wybranych między rokiem 1550 a 1963, aż dwudziestu jeden było w chwili wyboru członkami tej Kongregacji:
- Marceli II (Marcello Cervini, pontyfikat 1555)
- Paweł IV (Gian Pietro Carafa, 1555–1559)
- Pius IV (Giovanni Angelo Medici, 1559–1565)
- Pius V (Michele Ghislieri OP, 1566–1572)
- Urban VII (Gianbattista Castagna, 1590)[36],
- Innocenty IX (Gianantonio Facchinetti, 1591)[36],
- Paweł V (Camillo Borghese, 1605–1621)[36],
- Innocenty X (Giovanni Battista Pamphili, 1644–1655)[37]
- Aleksander VII (Fabio Chigi, 1655–1667)[38]
- Klemens IX (Giulio Rospigliosi, 1667–1669)[39],
- Aleksander VIII (Pietro Ottoboni, 1689–1691)[40],
- Klemens XI (Giovanni Francesco Albani, 1700–1721)[41],
- Benedykt XIII (Vincenzo Maria Orsini OP, 1724–1730)[42]
- Klemens XII (Lorenzo Corsini, 1730–1740)[43]
- Benedykt XIV (Prospero Lambertini, 1740–1758)[44]
- Klemens XIV (Lorenzo Ganganelli OFMConv, 1769–1774)[45],
- Pius VII (Barnaba Chiaramonti OSB, 1800–1823)[46].
- Leon XII (Annibale della Genga, 1823–1829)[47].
- Pius VIII (Francesco Castiglioni, 1829–1830)[48].
- Grzegorz XVI (Mauro Cappellari OCam, 1831–1846)[49].
- Pius XII (Eugenio Pacelli, 1939–1958)[50]

W Kongregacji Świętego Oficjum zasiadało także wielu wybitnych i powszechnie szanowanych kardynałów, np. kanonizowany później Robert Bellarmin SJ (1542–1621), historyk i pisarz Guido Bentivoglio (1577–1644) czy ceniony znawca historii i uchwał Soboru Trydenckiego Francesco Maria Sforza Pallavicini SJ (1607–1667).
Pierwszym poważnym wstrząsem zagrażającym istnieniu Kongregacji Świętego Oficjum była inwazja rewolucyjnej Francji na Włochy w 1796. Pod wpływem Francuzów w wielu regionach Włoch wybuchały rewolty republikańskie. W 1798 w wyniku rewolty w samym Rzymie na krótko uformowała się Republika Rzymska. Wówczas Kongregacja Świętego Oficjum zadecydowała o zniszczeniu dokumentacji z ostatnich 30 lat. Aneksja Państwa Kościelnego przez napoleońską Francję w 1809 doprowadziła do faktycznej likwidacji Kongregacji na kilka lat. Papież Pius VII i kardynałowie stali się więźniami Francuzów. Sekretarz Kongregacji Leonardo Antonelli (mianowany w listopadzie 1800) zmarł w Senigalli 23 stycznia 1811 i przez kilka lat nie wyznaczono jego następcy. Katastrofalne skutki miała decyzja cesarza Napoleona o wywiezieniu archiwów Kongregacji do Paryża, gdyż większość tych zasobów uległa później zniszczeniu lub rozproszeniu.
Klęska Napoleona Bonaparte w 1814 i odbyty rok później Kongres wiedeński doprowadziły do przywrócenia Państwa Kościelnego wraz ze wszystkimi jego instytucjami, nie wyłączając inkwizycji. Już 20 maja 1814 papież Pius VII mianował nowego sekretarza Kongregacji Świętego Oficjum w osobie kardynała Giulio della Somaglii, w ciągu następnej dekady przywrócono także lokalne trybunały inkwizycji w Państwie Kościelnym. W 1816 prałat Marino Marini został wysłany do Paryża w celu odzyskania archiwów Stolicy Apostolskiej, w tym Świętego Oficjum. Z uwagi na ogromne koszty transportu, podjął on decyzję o wyselekcjonowaniu dokumentacji niezbędnej do funkcjonowania poszczególnych urzędów i kongregacji i zniszczeniu pozostałej, uznanej za nieistotną. Niestety, do tej drugiej kategorii zaliczona została większa część inkwizycyjnej dokumentacji procesowej.
O działalności Świętego Oficjum w XIX i pierwszej połowie XX wieku wiadomo niewiele, gdyż nie było to dotąd przedmiotem poważniejszych studiów. Wobec ostatecznego zniesienia lokalnych trybunałów inkwizycyjnych w wyniku zjednoczenia Włoch w latach 1859–1870 z pewnością znacznie zmniejszył się zakres zadań Kongregacji. Punkt ciężkości przesunął się na kwestie stricte doktrynalne, a nie działalność sądowniczą. Święte Oficjum potępiało nowe idee pojawiające się w świecie, które uznawało za sprzeczne z wiarą katolicką, takie jak liberalizm, socjalizm, komunizm czy modernizm katolicki. Współtworzyło słynny Syllabus Errorum papieża Piusa IX (1846–1878), opublikowany w 1864. Szczególnie istotną rolę Święte Oficjum odegrało w tzw. kampanii antymodernistycznej za pontyfikatu Piusa X (1903–1914). Coraz ściślej współpracowało też z Kongregacją Indeksu w przygotowywaniu kolejnych edycji Indeksu ksiąg zakazanych.
29 czerwca 1908 papież Pius X dokonał reorganizacji Kurii Rzymskiej, w ramach której ostatecznie zaprzestano stosowania anachronicznej już nazwy „Kongregacja Inkwizycji Rzymskiej i Powszechnej” na rzecz używanej dotąd zamiennie nazwy „Kongregacja Świętego Oficjum”. Dziewięć lat później, 22 marca 1917, papież Benedykt XV zlikwidował odrębną Kongregację Indeksu i połączył ją ze Świętym Oficjum. Kongregacja Świętego Oficjum przejęła zatem obowiązki związane z ocenianiem literatury i wydawaniem Indeksu ksiąg zakazanych. Trzykrotnie ogłaszała nowe edycje Indeksu: w 1929, 1938 i po raz ostatni w 1948. Odmiennie niż w poprzednich stuleciach, edycje te ukazywały się w języku włoskim, a nie po łacinie. Jednym z najważniejszych posunięć Świętego Oficjum w XX wieku był dekret z 1 lipca 1949, nakładający ekskomunikę na wiernych należących do ugrupowań komunistycznych.

### Reforma Pawła VI z 1965
W 1965 papież Paweł VI dokonał kolejnej reformy Kurii Rzymskiej, w ramach której przekształcił Kongregację Świętego Oficjum we współcześnie istniejącą Kongregację Nauki Wiary. Reforma nie ograniczała się tylko do zmiany nazewnictwa, ale objęła także pewne zmiany w zakresie organizacji (np. likwidacja urzędu komisarza generalnego), jak i zadań (np. zniesienie Indeksu ksiąg zakazanych).

## Organizacja
Na czele Kongregacji od 1588 formalnie stał sam papież, jednak faktycznie jej najważniejszym urzędnikiem był kardynał sekretarz Kongregacji, odpowiedzialny za korespondencję. W latach 1558–1587 Kongregacja miała swojego kardynała prefekta, tytułowanego jako „wielki inkwizytor”, jednak urząd ten okazał się nietrwały.
Kardynałowie wchodzący w skład Kongregacji byli tytułowani jako kardynałowie inkwizytorzy generalni całej społeczności chrześcijańskiej. Ich liczba była zmienna. W początkowym okresie (od 1542 do ok. 1556) było ich od czterech do sześciu, jednak za pontyfikatów Pawła IV i Piusa IV zwiększyła się do kilkunastu osób. Od roku 1564 liczba ta na prawie sto lat ustabilizowała się na poziomie około dziesięciu kardynałów, ale w drugiej połowie XVII wieku ponownie zwiększyła się do przeciętnie około 15–20 kardynałów.
Oprócz kardynałów inkwizytorów w skład Kongregacji około 1700 wchodzili także:

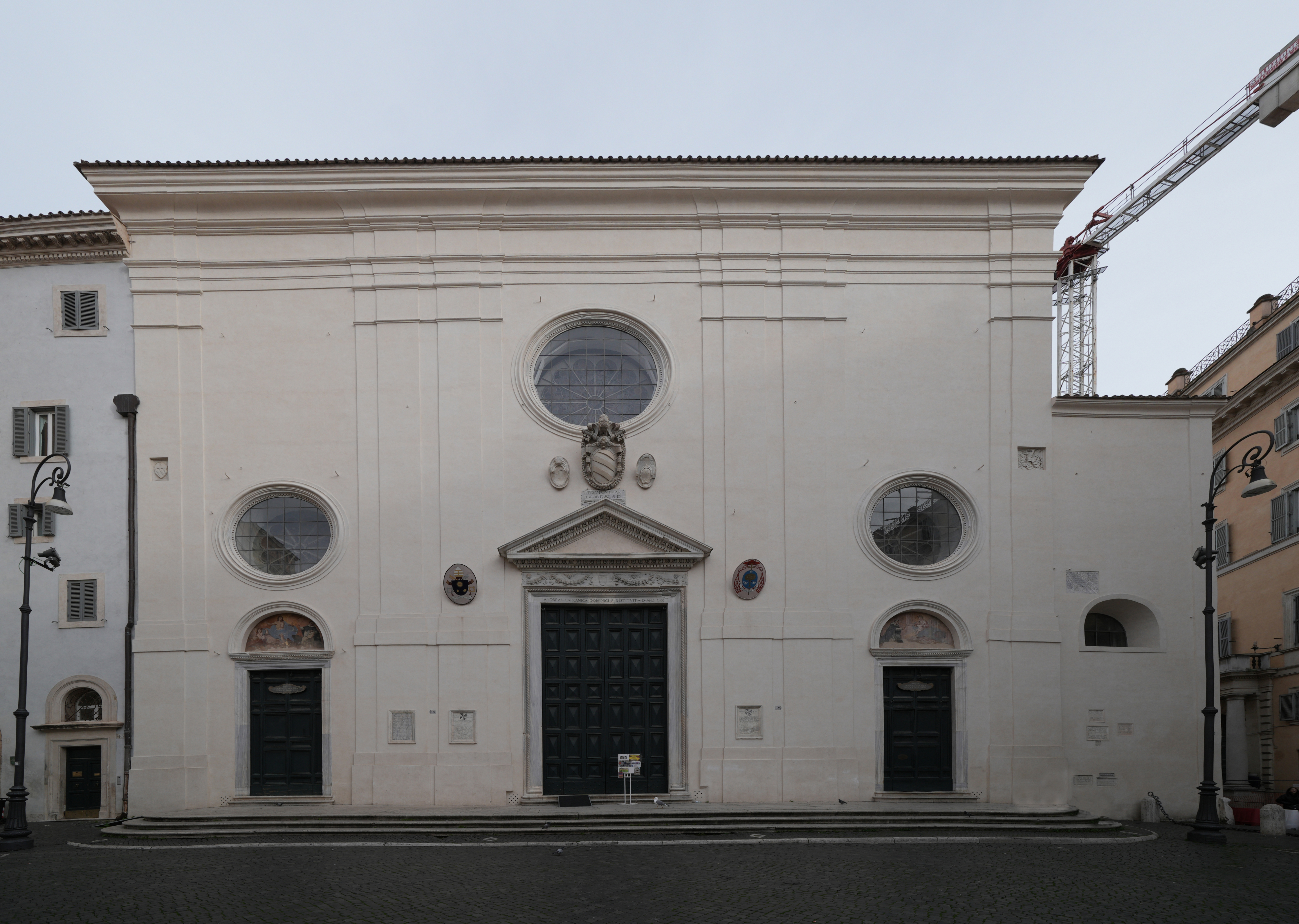
Bazylika S. Maria sopra Minerva. Miejsce posiedzeń Kongregacji Świętego Oficjum

- komisarz generalny – urząd utworzony już w 1542. Komisarzem generalnym był zawsze dominikanin, a jego zadaniem było przyjmowanie denuncjacji, wydawanie nakazów aresztowania i przygotowywanie procesów – pod tym względem jego rola była odpowiednikiem roli lokalnego inkwizytora dla miasta Rzymu i diecezji rzymskiej. Komisarz generalny mógł mieć jednego zastępcę
- asesor – urząd utworzony w 1553; sprawował go zawsze prawnik z tytułem magistra lub doktora prawa kanonicznego lub obojga praw. Początkowo był zależny od komisarza generalnego, natomiast w późniejszym okresie jego kompetencje były analogiczne jak kompetencje sekretarzy innych kongregacji kurialnych
- oskarżyciel (fiscal)
- sprawozdawca (summista) i jego asystent
- notariusz odpowiedzialny za prowadzenie kancelarii, wraz z asystentem i czterema zastępcami
- księgowy – urzędnik zajmujący się sprawami administracyjno-finansowymi
- sekretarz kardynała sekretarza Kongregacji
- odźwierny i trzech dozorców więziennych
- konsultanci teologiczni, najczęściej wywodzący się z kleru zakonnego.

W obradach Kongregacji, które zwyczajowo odbywały się dwa razy w tygodniu w konwencie dominikańskim S. Maria sopra Minerva, często uczestniczyli też mistrz Świętego Pałacu, gubernator Rzymu (jako odpowiedzialny za więźniów trzymanych w Zamku św. Anioła) oraz generał lub wikariusz zakonu dominikanów.

## Zadania
Kongregacja była najwyższym trybunałem inkwizycyjnym. Sprawowała nadzór na działalnością lokalnych trybunałów, m.in. poprzez udzielanie im instrukcji i wytycznych, przesyłanie list ksiąg zakazanych, przygotowywanie i rozsyłanie formularzy „edyktów łaski” oraz interrogatoriów, kontrolę poprawności stosowanych przez nie procedur, nierzadko także rewizję wyroków; jej zgoda była wymagana do zastosowania tortur i kary śmierci. Dokonywała nominacji inkwizytorów i zatwierdzała dokonywane przez nich nominacje wikariuszy i urzędników niższego szczebla. Kongregacja wymagała od lokalnych inkwizytorów przesyłania regularnych raportów ze swej działalności, utrzymywała centralne archiwum i swoistą bazę danych ruchów heretyckich. W razie potrzeby interweniowała w przypadku sporów inkwizytorów z innymi jurysdykcjami lub występowała o ekstradycję do Rzymu szczególnie ważnych heretyków. W wymiarze ogólnokościelnym była odpowiedzialna za ocenę pojawiających się nowych idei religijnych i filozoficznych i w razie potrzeby ostrzegała wiernych, jeśli uznawała je za sprzeczne z wiarą katolicką. Współpracowała także z Kongregacją Indeksu w ocenie podejrzanych ksiąg, a od 1917 przejęła w całości jej zadania.

## Lista wielkich inkwizytorów i kardynałów sekretarzy Świętego Oficjum (1558–1965)

### Wielcy inkwizytorzy
- Antonio Michele Ghislieri OP (14 grudnia 1558 – 7 stycznia 1566), od 7 stycznia 1566 papież Pius V (zm. 1 maja 1572)
- Scipione Rebiba (8 kwietnia 1573 – 23 lipca 1577)
- Giacomo Savelli (1 sierpnia 1577 – 5 grudnia 1587)

### Kardynałowie sekretarze
- Giulio Antonio Santori (1587 – 7 czerwca 1602)
- Camillo Borghese (13 czerwca 1602 – 16 maja 1605), od 16 maja 1605 papież Paweł V (zm. 28 stycznia 1621)
- Pompeo Arrigoni (18 maja 1605 – 4 kwietnia 1616)
- Giovanni Garzia Millini (20 października 1616 – 2 października 1629)
- Antonio Marcello Barberini OFMCap (6 października 1629 – 1 grudnia 1633)
- Francesco Barberini (1 grudnia 1633 – 10 grudnia 1679)
  - Giulio Roma, prosekretarz (25 stycznia 1646 – marzec 1648)
- Cesare Facchinetti (13 grudnia 1679 – 31 stycznia 1683)
- Alderano Cibo (31 stycznia 1683 – 22 lipca 1700)
- Galeazzo Marescotti (28 lipca 1700 – 2 kwietnia 1713)
- Fabrizio Spada (2 kwietnia 1713 – 15 czerwca 1717)
- Nicolò Acciaioli (15 czerwca 1717 – 23 lutego 1719)
- Francesco del Giudice (23 lutego 1719 – 10 października 1725)
- Fabrizio Paolucci (18 października 1725 – 12 czerwca 1726)
- Pietro Ottoboni (14 czerwca 1726 – 29 lutego 1740)
- Tommaso Ruffo (20 sierpnia 1740 – 16 lutego 1753)
- Neri Maria Corsini (20 lutego 1753 – 6 grudnia 1770)
- Giovanni Francesco Stoppani (11 grudnia 1770 – 18 listopada 1774)
- Luigi Maria Torregiani (22 lutego 1775 – 6 stycznia 1777)
- Carlo Rezzonico (17 stycznia 1777 – 26 stycznia 1799)
- Leonardo Antonelli (8 listopada 1800 – 23 stycznia 1811)
- Giulio Maria della Somaglia (20 maja 1814 – 2 kwietnia 1830)
- Bartolomeo Pacca (5 kwietnia 1830 – 19 kwietnia 1844)
- Vincenzo Macchi (25 kwietnia 1844 – 30 września 1860)
- Costantino Patrizi Naro (5 października 1860 – 17 grudnia 1876)
- Prospero Caterini (21 grudnia 1876 – 28 października 1881)
- Antonio Maria Panebianco (25 listopada 1881 – 25 stycznia 1883)
- Luigi Maria Bilio (25 stycznia 1883 – 30 stycznia 1884)
- Raffaele Monaco La Valletta (15 lutego 1884 – 14 lipca 1896)
- Lucido Maria Parocchi (5 sierpnia 1896 – 15 stycznia 1903)
- Serafino Vannutelli (16 stycznia 1903 – 30 grudnia 1908)
- Mariano Rampolla del Tindaro (30 grudnia 1908 – 16 grudnia 1913)
- Domenico Ferrata (2 stycznia 1914 – 10 października 1914)
- Raffael Merry del Val y Zulueta (14 października 1914 – 26 lutego 1930)
- Donato Raffaele Sbarretti (4 lipca 1930 – 1 kwietnia 1939)
- Francesco Marchetti Selvaggiani (30 kwietnia 1939 – 13 stycznia 1951)
- Giuseppe Pizzardo (16 lutego 1951 – 7 listopada 1959)
- Alfredo Ottaviani (7 listopada 1959 – 7 grudnia 1965)

## Lista asesorów Świętego Oficjum (1553–1965)
- Giovanni Battista Bizzoni (1553–1564)
- Donato Stampa (1564–1572)
- Giovanni Battista Brugnatello (1572–1577)
- Pietro Dusina (1577–1581)
- Pier Santo Humano (1581–1587)
- Giulio Cesare Salicino (1587–1591)
- Fabrizio Perugino (1591–1593)
- Cosimo de Angelis (1593–1597)
- Marcello Filonardi (1597–1614)
- Paolo Emilio Filonardi (1614–1616)
- Mario Filonardi (1616–1624)
- Cesare Monti (1624–1627)
- Alessandro Vittrici (1627–1632)
- Pietro Paolo Febei (1632–1635)
- Francesco Albizzi (1635–1654)
- Francesco Maria Baranzone (1654–1656)
- Carlo Emmanuele Vizzani (1656–1661)
- Pompeo Varese (1661–1666)
- Galeazzo Marescotti (1666–1668)
- Girolamo Casanate (1668–1673)
- Federico Baldeschi Colonna (1673–1674)
- Camillo Piazza (1674–1690)
- Pietro Filippo Bernini (1690–1698)
- Sperello Sperelli (1698–1699)
- Ferdinando Nuzzi (1700–1702)
- Lorenzo Casoni (1702–1706)
- Antonio Francesco Sanvitale (1706–1707)
- Antonio Banchieri (1707–1712)
- Domenico Zauli (1712–1718)
- Marco Antonio Ansidei (1718–1728)
- Raffaele Cosimo De Girolami (1728–1737)
- Giuseppe Maria Feroni (1737–1743)
- Pietro Girolamo Guglielmi (1743–1753)
- Ludovico Valenti (1753–1759)
- Benedetto Veterani (1759–1766)
- Leonardo Antonelli (1766–1775)
- Paolo Francesco Antamori (1775–1780)
- Paolo Luigi Silva (1780–1801)
- Alessandro Malvasia (1801–1816)
- Fabrizio Turriozzi (1816–1823)
- Nicola Cuneo d’Ornano (1823–1824)
- Raffaele Mazio (1824–1830)
- Giuseppe Alberghini (1830–1835)
- Domenico Cattani (1835–1838)
- Silvestro Belli (1838–1841)
- Lorenzo Simonetti (1841–1845)
- Prospero Caterini (1845–1853)
- Lorenzo Lucidi (1853–1856)
- Alessandro Macioti (1856–1859)
- Raffaele Monaco La Valletta (1859–1868)
- Lorenzo Nina (1868–1877)
- Angelo Jacobini (1877–1882)
- Carlo Laurenzi (1882–1884)
- Giuseppe d’Annibale (1884–1889)
- Serafino Cretoni (1889–1893)
- Francesco Segna (1893–1894)
- Tancredo Fausti (1894–1895)
- Casimiro Gennari (1895–1901)
- Giovanni Battista Lugari (1902–1911)
- Domenico Serafini (1911–1914)
- Donato Sbarretti (1914–1916)
- Carlo Perosi (1916–1926)
- Nicola Canali (1926–1935)
- Alfredo Ottaviani, asesor (1935–1953), prosekretarz (1953–1959)
- Pietro Parente (1959–1965)

## Komisarz generalny Świętego Oficjum
Komisarz generalny Kongregacji Świętego Oficjum był jednym z najważniejszych urzędników Kongregacji Świętego Oficjum (1542–1965). Był on zawsze dominikaninem, przeważnie z prowincji zakonnej Obojga Lombardii. W pierwszych latach (1542–1551) zajmował się głównie korespondencją oraz cenzurą publikacji, jednak po objęciu tego urzędu przez Michele Ghislieriego jego kompetencje znacznie się rozszerzyły i polegały głównie na przyjmowaniu denuncjacji, wydawaniu nakazów aresztowania, wstępnym przesłuchiwaniu świadków i podejrzanych, przygotowywaniu procesów dla kardynałów inkwizytorów. Urząd ten był odtąd uważany za odpowiednik urzędu inkwizytora dla diecezji rzymskiej. Zazwyczaj obejmowali go dominikanie pełniący funkcję inkwizytora któregoś z lokalnych trybunałów we Włoszech i nominację na komisarza generalnego Świętego Oficjum traktowali jako promocję.
Komisarz generalny od 1551 miał zastępcę, tytułowanego jako socjusz komisarza generalnego. W późniejszym okresie doszedł jeszcze drugi zastępca, a wówczas rozróżniano pierwszego oraz drugiego socjusza. Byli oni również dominikanami z prowincji lombardzkiej.
- Teofilo Scullica OP (1542–1551)
- Michele Ghislieri OP (1551–1557)
- Tommaso Scotto da Vigevano OP (1557–1565)
- Archangelo de’ Bianchi OP (1565–1566)
- Umberto Locati OP (1566–1572)
- Antonio Balducci OP (1572–1576)
- Tommaso Zobbia OP (1576–1582)
- Lactanzio Randolfi OP (1582–1588)
- Ippolito Maria Beccaria OP (1588–1589)
- Vincenzo de Monte Santo OP (1589–1592)
- Alberto Drago OP (1592–1599)
- Diodato Gentile OP (1599–1604)
- Agostino Galamina OP (1604–1607)
- Stefano Vicari OP (1607–1610)
- Andrea Giustiniani OP (1610–1614)
- Michelangelo Seghizzi OP (1614–1616)
- Desiderio Scaglia OP (1616–1621)
- Ippolito Lanci OP (1621–1632)
- Vincenzo Maculani OP (1632–1639)
- Giovanni Battista Martinengo OP (1639–1649)
- Vincenzo Preti OP (1650–1664)
- Gonsalvo Gricci OP (1664–1666)
- Domenico Maria Pozzobonelli OP (1666–1681)
- Tommaso Mazza OP (1681–1688)
- Tommaso Maria Bosi OP (1688–1705)
- Pio Felice Cappasanta OP (1705–1707)
- Giuseppe Maria Tabaglio OP (1707–1713)
- Luigi Maria Lucini OP (1714–1743)
- Alessandro Pio Sauli OP (1743–1760)
- Serafino Torni OP (1760–1764)
- Serafino Maccarinelli OP (1764–1779)
- Raimondo Migliavacca OP (1779–1789)
- Tommaso Vincenzo Pani OP (1789–1792)
- Vincenzo Lodovico Pavoni OP (1792–1801)
- Angelo Maria Merenda OP (1801–1820)
  - Tommaso Arezzo, prokomisarz (1814–1815)
- Benedetto Maurizio Olivieri OP (1820–1845)
- Tommaso Giacinto Cipolletti OP, prokomisarz (1845–1848), komisarz (1848–1850)
- Filippo Bertolotti OP (1850–1851)
- Giacinto de Ferrari OP (1851–1870)
- Vincenzo Leone Sallua OP (1870–1896)
- Tommaso Maria Granello OP (1897–1911)
- Domenico Pasqualigo OP, wicekomisarz (1905–1912), komisarz (1912–1919)
- Giovanni Lottini OP (1919–1951)
- Cristoforo Bigazzi OP (1951–1955)
- Paul-Pierre Philippe OP (1955–1959)
- Angelo Raimondo Verardo OP (1959–1965)

Urząd komisarza generalnego został zniesiony po przekształceniu Kongregacji Świętego Oficjum w Kongregację Nauki Wiary w 1965.